# Bill Closs

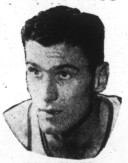
Bill Closs en 1947

William Thomas "Bill" Closs (Hearne, Texas, 8 de enero de 1922-Palo Alto, California, 6 de junio de 2011) fue un jugador de baloncesto estadounidense que disputó tres temporadas en la NBA, además de jugar en la NBL. Con 1,96 metros de estatura, jugaba en la posición de ala-pívot.

## Trayectoria deportiva

### Universidad
Jugó durante 4 temporadas con los Owls de la Universidad Rice, donde en su última temporada promedió 17,0 puntos por partido, siendo elegido en el mejor quinteto de la Southwest Conference y también en el equipo consensuado All-American.

### Profesional
Tras acabar su carrera universitaria sirvió en el ejército estadounidense en la Segunda Guerra Mundial, iniciando su carrera profesional en 1946 en los Indianapolis Kautskys de la NBL. Dos años más tarde, en 1948 es traspasado a los Anderson Packers, quienes en 1949 se unen a la NBA, en la que disputarían únicamente una temporada. Closs fue el segundo máximo anotador de su equipo, promediando 11,8 puntos por partido.
Al abandonar el equipo la liga, se produjo un draft de dispersión, siendo elegido por los Philadelphia Warriors. Allí jugó una temporada, en la que promedió 8,8 puntos y 6,2 rebotes por partido. Al año siguiente, ya con 30 años, jugaría su última temporada como profesional en los Fort Wayne Pistons.

## Estadísticas de su carrera en la NBA

### Temporada regular
| Temporada | Edad | Equipo                | Liga | P   | TIT | MIN  | TC  | TCA  | %TC  | 3P | 3PA | %3P | TL  | TLA | %TL  | R.OF. | R.DEF. | REB | ASIS | ROB | TAP | PER | FP  | PTS  |
| 1949-50   | 28   | Anderson Packers      | NBA  | 64  |     |      | 4.4 | 14.0 | .315 |    |     |     | 2.9 | 4.0 | .718 |       |        |     | 2.5  |     |     |     | 3.0 | 11.8 |
| 1950-51   | 29   | Philadelphia Warriors | NBA  | 65  |     |      | 3.1 | 9.7  | .320 |    |     |     | 2.6 | 3.4 | .744 |       |        | 6.2 | 1.7  |     |     |     | 2.4 | 8.8  |
| 1951-52   | 30   | Fort Wayne Pistons    | NBA  | 57  |     | 19.6 | 2.1 | 6.8  | .308 |    |     |     | 1.9 | 2.8 | .682 |       |        | 3.6 | 1.3  |     |     |     | 2.2 | 6.1  |
| Total     |      |                       | NBA  | 186 |     | 19.6 | 3.3 | 10.3 | .315 |    |     |     | 2.5 | 3.4 | .718 |       |        | 5.0 | 1.9  |     |     |     | 2.5 | 9.0  |

### Playoffs
| Temporada | Edad | Equipo                | Liga | P  | MIN | TCA | TC  | 3PA | 3P | TLA | TL | R.OF. | REB | ASIS | ROB | TAP | PER | FP | PTS | %TC  | %3P | %FT   | MIN  | PTS  | REB | AST |
| 1949-50   | 28   | Anderson Packers      | NBA  | 8  |     | 33  | 109 |     |    | 25  | 30 |       |     | 14   |     |     |     | 27 | 91  | .303 |     | .833  |      | 11.4 |     | 1.8 |
| 1950-51   | 29   | Philadelphia Warriors | NBA  | 2  |     | 2   | 8   |     |    | 3   | 5  |       | 8   | 5    |     |     |     | 5  | 7   | .250 |     | .600  |      | 3.5  | 4.0 | 2.5 |
| 1951-52   | 30   | Fort Wayne Pistons    | NBA  | 1  | 21  | 1   | 6   |     |    | 3   | 3  |       | 8   | 4    |     |     |     | 0  | 5   | .167 |     | 1.000 | 21.0 | 5.0  | 8.0 | 4.0 |
| Total     |      |                       | NBA  | 11 | 21  | 36  | 123 |     |    | 31  | 38 |       | 16  | 23   |     |     |     | 32 | 103 | .293 |     | .816  | 21.0 | 9.4  | 5.3 | 2.1 |